# Hallstattzeit
Als Hallstattzeit, Ältere Eisenzeit oder Hallstattkultur wird die ältere vorrömische Eisenzeit in weiten Teilen Europas ab etwa 800 v. Chr. bezeichnet. Die Grenze zur nachfolgenden Latènezeit wird mit 450 v. Chr. angegeben, wobei sich der Übergang fließend über mehrere Jahrzehnte erstreckte. Neuere archäogenetische und isotopenanalytische Untersuchungen zeigen für den Westhallstattkreis überregionale Elitenetzwerke sowie im Einzelfall Hinweise auf dynastische Nachfolge; zugleich belegen sie individuelle Mobilität, die sich nicht einfach aus mediterranen Importen ableiten lässt.
Die Epoche wurde so im Jahre 1874 durch den schwedischen Prähistoriker Hans Hildebrand nach dem Gräberfeld oberhalb des Ortes Hallstatt am Hallstätter See im Salzkammergut in Österreich benannt, der damit die Teilung der Eisenzeit in eine Hallstatt- und eine Latènezeit vorschlug. Die Funde aus dem namensgebenden Fundort Hallstatt werden zeitlich in die Stufen Ha A bis Ha D eingeteilt. Ha A und Ha B gehören noch der Urnenfelderkultur an – nur Ha C und Ha D entsprechen der Hallstattzeit.

## Chronologie
Nach dem Schema von Paul Reinecke aus dem Jahre 1902 werden die ausgehende Bronzezeit und die frühe Eisenzeit in vier Perioden eingeteilt, Hallstatt A–D. Davon gehören Ha A (1200–1000 v. Chr.) und Ha B (1000–800 v. Chr.) zur bronzezeitlichen Urnenfelderkultur, Ha C (800–620 v. Chr.) und Ha D (620–450 v. Chr.) zur eisenzeitlichen Hallstattkultur. Basis seiner Arbeiten zur Chronologie, meist kleinere Schriften, waren Funde aus Süddeutschland.
Otto Tischler hatte bereits 1881 anhand von Fibeln aus Gräbern chronologische Überlegungen zur nordalpinen Eisenzeit angestellt. Den Begriff Hallstattkultur verwendete Moriz Hoernes im Jahre 1905.
Ha C (veraltet auch mittlere Hallstattzeit genannt) wird heute als ältere, Ha D (auch späte Hallstattzeit oder Späthallstattzeit genannt) als jüngere Hallstattzeit bezeichnet. Die Datierung wird heute vor allem durch die Dendrochronologie gestützt. Für den Beginn von Ha C liefern Hölzer aus dem Wagengrab von Wehringen (Landkreis Augsburg) ein wesentliches Eckdatum, mit 778 ± 5 v. Chr. (Grabhügel 8). Trotz des Fehlens eines älteren Dendrodatums für Ha C bleibt die Konvention bestehen, die Hallstattzeit mit dem Aufkommen der Eisentechnologie um 800 v. Chr. beginnen zu lassen. Die Radiokarbonmethode kann wegen des so genannten „Hallstatt-Plateaus“ zwischen etwa 750 und 400 v. Chr. nicht zur Präzisierung beitragen, da in diesem Zeitbereich keine zeitlich auflösbaren Messwerte erzielt werden.
Leittypen:
- Ha C: Schwert Typ Mindelheim, Brillenfibeln, Harfenfibeln und Bogenfibeln, Lanze
- Ha D: Dolch, verschiedene Fibelformen

Auf Basis der sich rasch verändernden Fibelmode konnte Ha D in 3 Stufen unterteilt (D1–D3) werden. In Ha D1 sind Kahn- und Schlangenfibeln vorherrschend, in Ha D2 die Paukenfibel und in Ha D3 die Doppelpauken- sowie Fußzierfibel. Der Übergang zur Latènezeit wird mit dem Auftreten von Tierfibeln, Certosafibeln und Marzabottofibeln verknüpft.

## Der namengebende Fundort

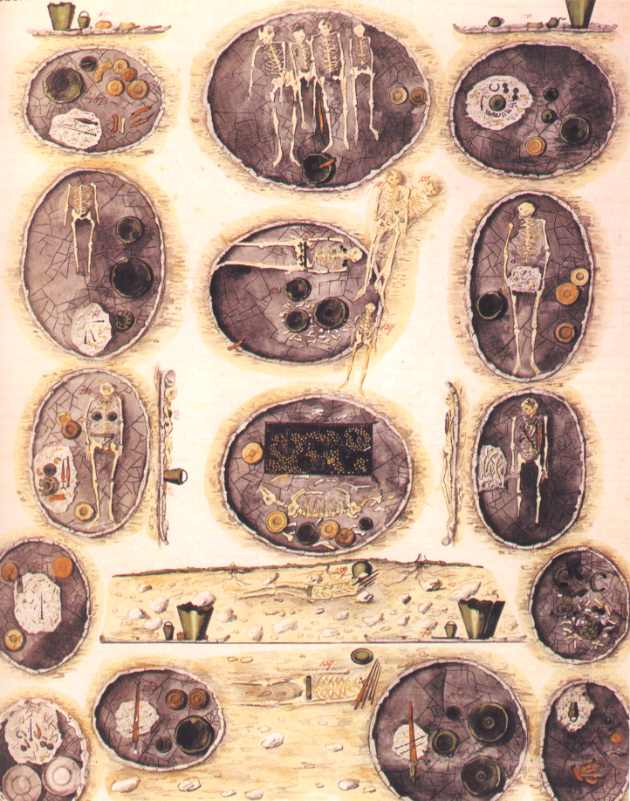
Dokumentation eines Hallstätter Gräberfeldes (Zeichnung des Ausgräbers Johann Georg Ramsauer)

Die Hallstattkultur steht üblicherweise für die Periode der älteren Eisenzeit. Am Salzberg bei Hallstatt wurde 1846 von Johann Georg Ramsauer ein ausgedehntes Gräberfeld entdeckt und teilweise ausgegraben. Dabei ließ er die Ausstattung jedes einzelnen Grabes durch vorzügliche Zeichnungen dokumentieren, eine Seltenheit in der Frühzeit der Archäologie.
Das Gräberfeld liegt in einem Hochtal über dem Hallstätter See. In dem Gebiet findet man Siedlungsspuren, die bis ins Neolithikum zurückreichen. Die Hauptphase der Besiedlung reicht aber von Ha C bis LT A. Danach scheint Hallein-Dürrnberg die führende Position im Salzbergbau eingenommen zu haben.
Das Gräberfeld umfasst über 1000 Gräber. 55 % davon sind Körpergräber, 46 % Brandgräber. Bei 26 % der Gräber handelt es sich um Waffengräber, die meistens am äußeren Rand des Gräberfeldes angelegt wurden, während sich die waffenlosen Gräber in der Mitte befinden. In Frauengräbern fand man Fibeln, Gürtel und Schmuck, in Männergräbern Nadeln und Waffen.

## Verbreitung und kulturelle Zuordnung

Ausdehnung der Hallstattkultur

Keltische Expansion, beginnend mit dem Kernbereich der Latènekultur (ab 450 v. Chr.; orange), der sich über das ältere Hallstattgebiet (grün) entwickelte; maximale Verbreitung um 300 v. Chr. (braun)

Von Nordostfrankreich bis zum Nordwesten der Balkanhalbinsel hat man Überreste der Hallstattkultur gefunden. Genomdaten belegen eine breit geteilte Abstammungskomponente, die einen genetischen Kontinuumsgürtel von Iberien bis in den mitteleuropäischen Hallstattraum umfasst; innerhalb des Westhallstattkreises lassen sich biologische Verwandtschaften über Distanzen >100 km nachweisen. Für mehrere frühe Bestattungen vom Magdalenenberg sowie einen verwandten Befund in Eberdingen-Hochdorf wird zudem eine Herkunft südlich der Alpen in Norditalien modelliert.
Georg Kossack teilte das Verbreitungsgebiet der Hallstattkultur im Jahre 1959 in einen westlichen und einen östlichen Kreis. Der Westhallstattkreis als Lebensraum der frühen Kelten umfasst NO-Frankreich, Süddeutschland, das Mittelrheingebiet, Böhmen und Oberösterreich; zum Osthallstattkreis zählen Mähren, Niederösterreich, die Steiermark, das westliche Ungarn (und somit auch das heutige Burgenland), Kärnten, Slowenien und das nördliche Kroatien.
Diese Zuordnung erfolgte nicht aufgrund verschiedener Sprachen oder Dialekte, da diese nicht überliefert sind, sondern basiert auf den Ausformungen der materiellen Kultur und den Bestattungsbräuchen. Wurden im Westen wichtige Persönlichkeiten mit Schwert (Ha C) oder Dolch (Ha D) bestattet, gab man ihnen im Osten eine Streitaxt mit ins Grab. Im Westen gibt es reiche Wagengräber, während der Krieger im Osten mit seiner kompletten Bewaffnung, inklusive Helm, Brustpanzer etc., beerdigt wurde.
Da keine Schriftzeugnisse überliefert sind, ist unbekannt, welche Sprache die Hersteller der charakteristischen materiellen Kultur sprachen. Zu Beginn des 20. Jahrhunderts wurden die Kulturen in der Region des Caput Adriae mit den Illyrern gleichgesetzt, inzwischen ordnet man die Osthallstattkultur oft den Kelten zu. Ob eine Gleichsetzung von materieller Kultur, Sprache oder gar biologischer Abstammung möglich ist, gilt inzwischen jedoch als fraglich.

## Sozialstruktur
In dieser Zeit lässt sich eine deutliche Hierarchisierung der Gesellschaft feststellen, die sich besonders in reich ausgestatteten Bestattungen unter Grabhügeln, wie etwa dem Grab von Hochdorf an der Enz (Baden-Württemberg), teilweise mit der Beigabe von Wagen und Pferdegeschirr (Wagengrab) niederschlug. Das größte mitteleuropäische Hügelgrab dieser Zeit ist der Magdalenenberg in Villingen.
Genomeweite Daten aus Fürstengräbern (u. a. Hochdorf und Asperg/Grafenbühl) und dem Magdalenenberg weisen mehrere biologische Verwandtschaften nach; für Hochdorf–Asperg ergibt ein Bayes-Modell am wahrscheinlichsten ein avunkulares Verhältnis (mütterlicher Onkel–Neffe), das als Hinweis auf matrilinear vermittelte Nachfolge diskutiert wird. Isotopenwerte sprechen zugleich dafür, dass zentrale Bestattete häufig lokal aufwuchsen; männliche und weibliche Individuen unterscheiden sich insgesamt nicht signifikant in den Mobilitätsindikatoren. Auf Ebene der Abstammungsmuster zeigen einzelne Gruppen einen erhöhten Anteil frühbauerlicher (EEF) Herkunft, der auf dem X-Chromosom stärker ausgeprägt ist (weiblich verzerrte Zuströme); unter den väterlichen Linien dominieren R1b-M269 und G2a-L497, wobei Träger von G2a-L497 im Schnitt mehr südeuropäische Abstammung aufweisen.
(Belege: )
Im 8. Jahrhundert v. Chr. wurde auch in Mitteleuropa Eisen verwendet. Das alte Fernhandelssystem für den Handel mit Kupfer und Zinn brach zusammen. Es bildeten sich neue Verkehrswege mit neuen Handelsstationen. Durch den Handel mit Eisen entstand eine neue Oberschicht, die ihren erwirtschafteten Reichtum in mediterrane Importe und „Fürstensitze“ (v. a. in Baden-Württemberg, der Schweiz und Ostfrankreich) investierte. Statt der in der Bronzezeit üblichen Großsiedlungen entstanden vor allem in Bayern nun Einzelhöfe. Diese Herrenhöfe signalisierten einen neuen Anspruch auf Eigentum und das Bedürfnis nach Abgrenzung und Repräsentation.
Der Bestattungsritus änderte sich von den einheitlichen Urnenbestattungen der späten Bronzezeit zu teils pompösen Gräbern. Auch hier machte sich mit prunkvoll ausgestatteten Großgrabhügeln ein Repräsentationsbedürfnis bemerkbar. Diese Hügel dienten einer, selten mehreren Generationen als Grabstätte.

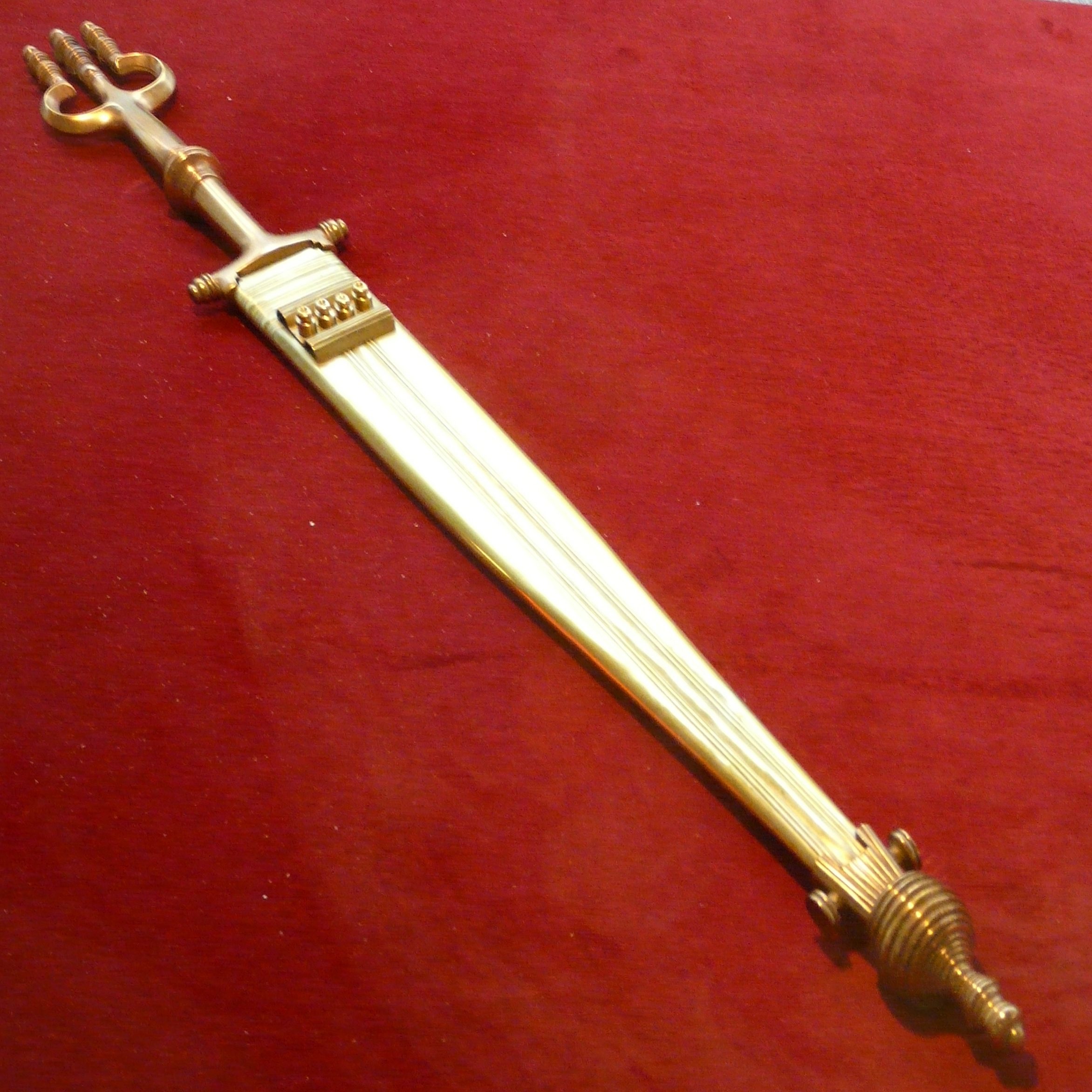
Hallstattzeitlicher Antennendolch (Replik)

Die Einordnung der Siedlungsorte der Oberschicht als „Fürstensitz“, gegliedert in Burg und Unterstadt, ist umstritten. Wolfgang Kimmig (1910–2001), Prähistoriker der Eberhard Karls Universität Tübingen prägte den Begriff insbesondere für die Heuneburg am Oberlauf der Donau, sein Kollege Manfred Eggert (* 1941), ebenfalls an der Uni Tübingen, lehnt den Begriff nach neueren Forschungen an der Außensiedlung der Heuneburg, am Ipf und in Hochdorf an der Enz ab und entwickelt ein differenzierteres Bild der keltischen Zentralorte. Von 2004 bis 2010 wurde die Siedlungsstruktur der Hallstattzeit in Baden-Württemberg, Ostfrankreich, Franken, Hessen und Westböhmen im Schwerpunktprogramm „Frühe Zentralisierungs- und Urbanisierungsprozesse“ der Deutschen Forschungsgemeinschaft untersucht.
Kimmig hatte drei Kriterien angeführt, um einen Ort als „Fürstensitz“ zu klassifizieren:
- Die innere Struktur der Siedlung: Es müssen eine Burg und eine Unterstadt vorhanden sein
- Die Funde: Importware, z. B. Weinamphoren aus Massilia, attische schwarzfigurige Keramik ..., muss vor Ort gefunden worden sein
- Grabhügel: In der nächsten Umgebung muss sich mindestens ein 'fürstlicher' Grabhügel befinden

Da dieses System ziemlich flexibel ist, reichten schon einige Scherben von Importkeramik, um einen Fundort als „Fürstensitz“ zu bezeichnen. Beispielsweise fand man in Bragny-sur-Saône attische Keramik, es handelt sich aber um eine Flachlandsiedlung und keine befestigte Höhensiedlung. Der Ausgräber Guillot interpretierte daraufhin die Siedlung als Handelsplatz, während Spindler darin einen „Fürstensitz“ sah.
Eggert sieht das Problem darin, dass man dem Fürstensitzkonzept einen bestimmten Siedlungstypus unterstellt. Es ist aber fraglich, ob die „Fürsten“ der Hallstattzeit auf einen bestimmten Typus festgelegt waren.

## Handelsbeziehungen
Funde von griechischer Keramik, etruskischen Bronzegefäßen in reichen Gräbern und in befestigten Siedlungen und auch massaliotische Weinamphoren beweisen Kontakte mit dem Mittelmeerraum, speziell der proto-keltischen Canegrate-Kultur entlang des Rhônelauf nach Massilia sowie Ligurien und in den Bereich der Golasecca-Kultur. Im östlichen Hallstattkreis lassen sich Kontakte über die Fritzens-Sanzeno-Kultur bis in die Villanova-Kultur nachweisen. Für den Magdalenenberg ergibt sich keine statistisch signifikante Korrelation zwischen „südlichen“ Beigaben und nicht-lokaler Herkunft (Isotope/aDNA); Mobilität erscheint vielmehr individuell ausgeprägt und kann sich materiell unterschiedlich niederschlagen.
Eisen wurde in der Hallstattzeit anfangs noch spärlich verwendet und setzte sich erst in der Latènezeit durch. Funde spezieller Pferdetrensen und von Dolchen mit durchbrochenem Griff belegen für Ha C1 möglicherweise Kontakte mit der Steppenzone (Thrako-Kimmerischer Horizont) (siehe Thraker, Kimmerer), wahrscheinlich jedoch mit der Gava-Kultur, die ihrerseits regen  Handel zur Steppe betreibt.

## Tumuli
Im sogenannten Osthallstattkreis sind Grabhügel das sichtbarste Relikt der Hallstattzeit. Die Bestattung der Toten erfolgte in der Form von Ascheurnen, die sich (manchmal zusammen mit Grabbeigaben) in Steinkisten oder -kammern befanden, über die ein künstlicher Hügel (Leeberg) aufgeschüttet war. Der auffälligste ist der Leeberg von Großmugl, der sich 16 Meter über das Gelände erhebt. Der Löwenberg nahe Unterzögersdorf (Stockerau) wurde bereits 1873 ergraben. Kleinere Grabhügel sind aber im ganzen Raum verbreitet, ihre Konstruktion setzte sich bis weit in die römische Zeit fort.